# 11150 Бреґґ
11150 Бреґґ (11150 Bragg) — астероїд головного поясу, відкритий 21 грудня 1997 року.
Тіссеранів параметр щодо Юпітера — 3,481.